# Shuto Yamamoto
Shuto Yamamoto (山本 脩斗 Yamamoto Shūto?), född 1 juni 1985, är en japansk fotbollsspelare som spelar för Kashima Antlers.
Shuto Yamamoto spelade 1 landskamp för det japanska landslaget.